# أوبري لو بانتو (أورن)
أوبري لو بانتو هي بلدية في أورن في شمال غرب فرنسا.